# ヘルメットヤモリ
ヘルメットヤモリ（Tarentola chazaliae）は、ヤモリ科ユビワレヤモリ亜科カベヤモリ属に分類されるトカゲである。かつては本種のみでヘルメットヤモリ属Geckoniaを構成するとされていた。ペットして飼育されていることもあり、愛好者からはウリボーゲッコーという愛称で親しまれている。

## 分布域・形態

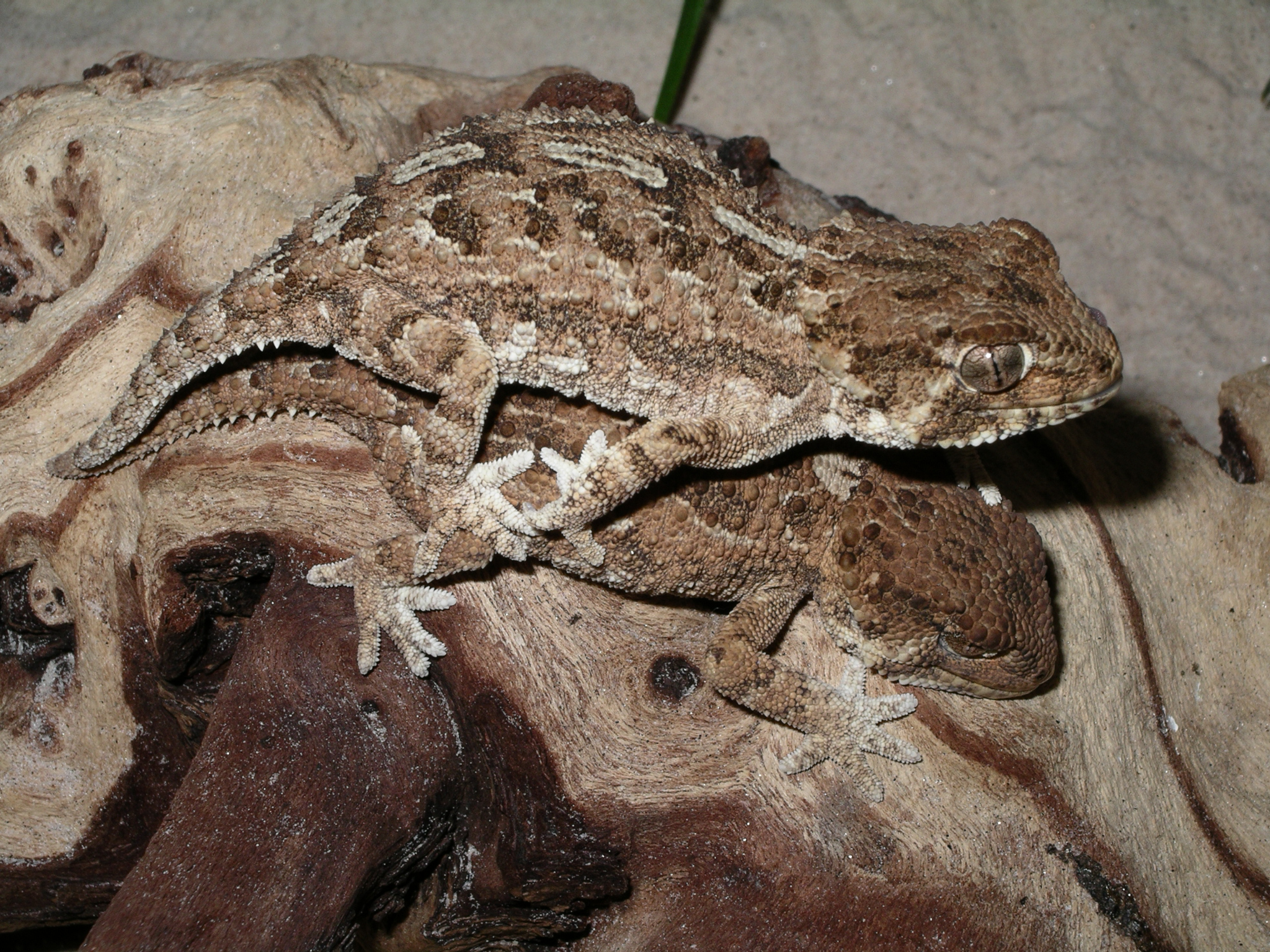
2匹のヘルメットヤモリ。

モロッコ、モーリタニア、西サハラに分布している。
全長5-9センチメートルで、体色は赤褐色、黄土色、褐色、灰色など変異がある。また不鮮明な斑紋が入ることもある。
頭部は大きく和名、英名ともにヘルメットをかぶっているように見えるのが由来である。イノシシの幼体であるウリ坊に見た目が似ていることから、ウリボーゲッコーという流通名で呼ばれたこともある。

## 生態
砂漠にある岩場に生息する。夜行性で、昼間は地面に穴を掘りその中で休む。
食性は肉食性で昆虫類や節足動物を食べる。
繁殖形態は卵生で1回に2個ずつの卵を数回に分けて産む。

## 飼育
野生個体を中心に、比較的安定した量で流通している。模様が入らないパターンレスという種類や、逆に派手な模様のタイガー、リューシスティック（白化）の個体も見られる。
小型ながら丈夫な種であり、幅広い環境に対応するが、乾燥した高温の環境を好み、床面の温度が低いと状態を悪くする。床面の一部を摂氏30度以上にしておく。また、神経質な面があるのでシェルターを設置する。見た目に反して動きは素早い。水切れに弱いので、容器に水を入れてケージ内に設置し、定期的に霧吹きをする。